# 5 de agosto
5 de agosto é o 217.º dia do ano no calendário gregoriano (218.º em anos bissextos). Faltam 148 dias para acabar o ano.

## Eventos históricos

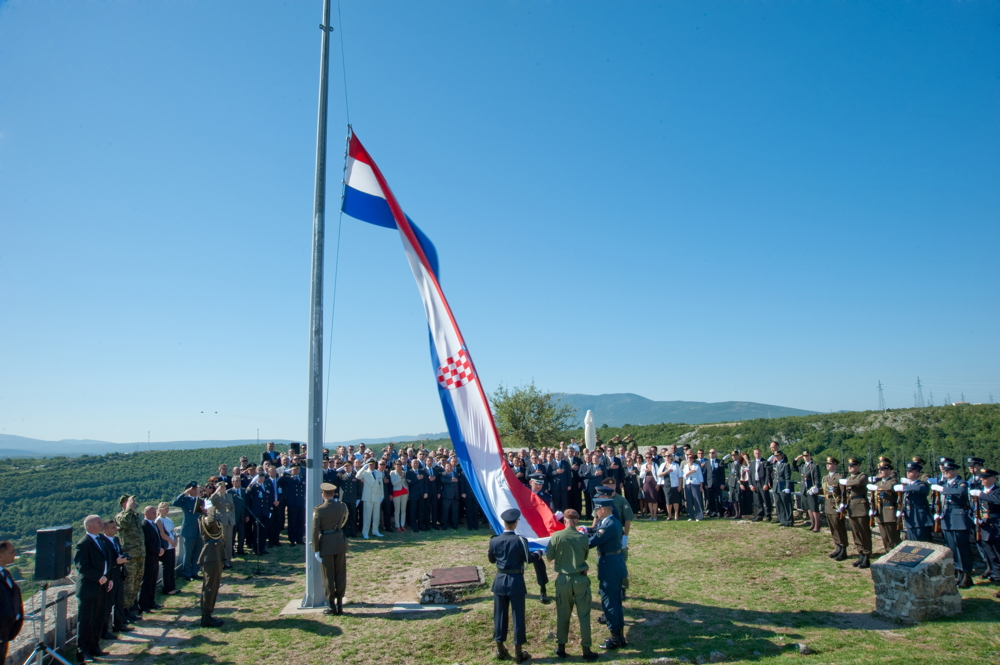
1995: Operação Tempestade

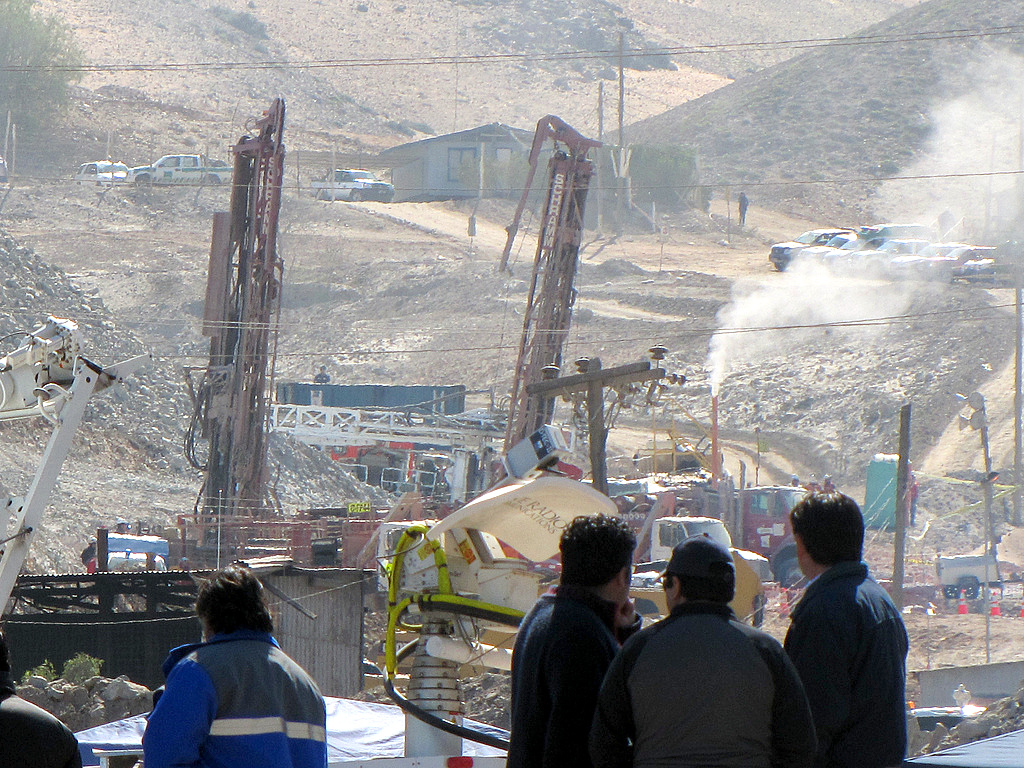
2010: Acidente na mina San José, Chile

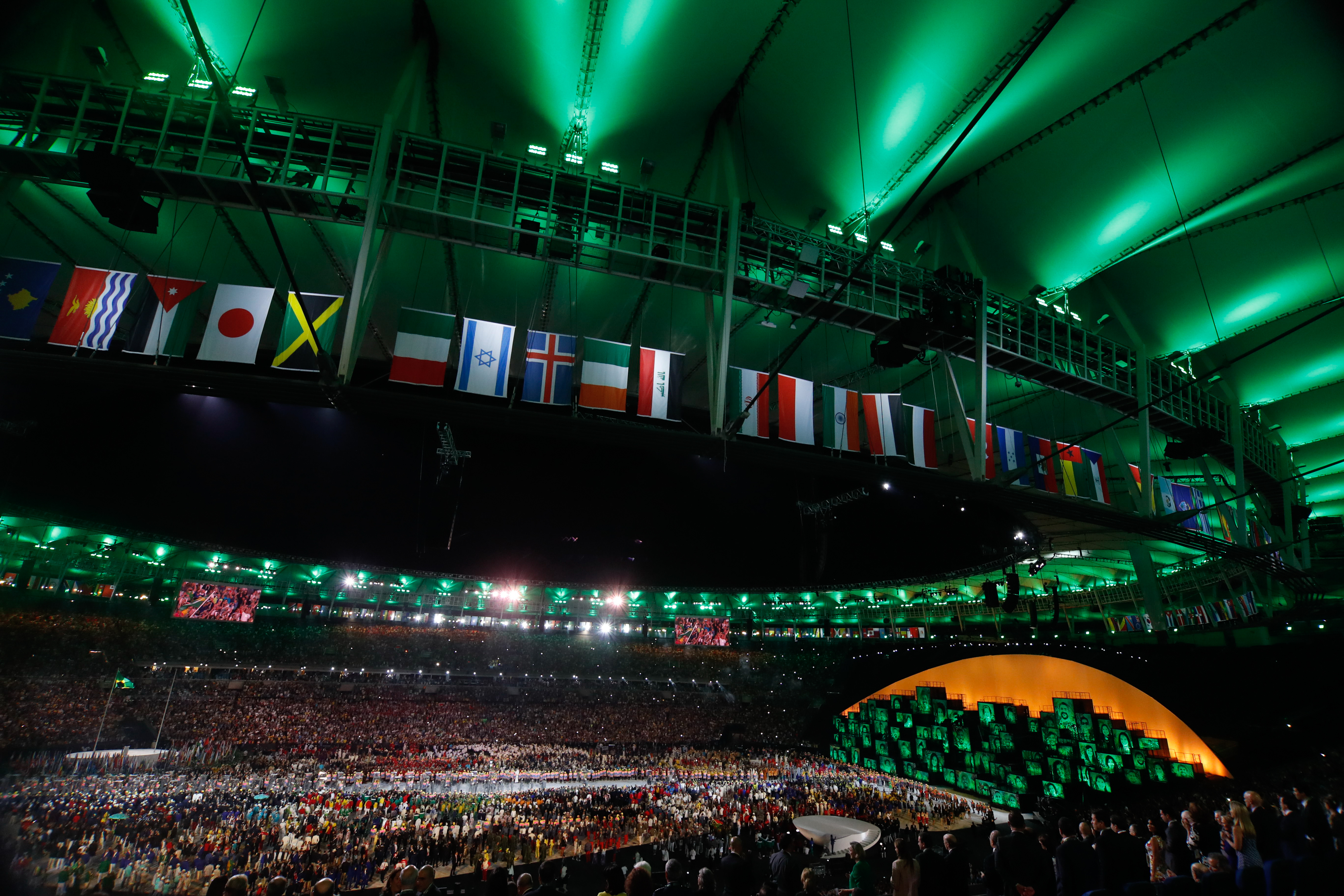
2016: Cerimônia de Abertura dos Jogos Olímpicos do Rio de Janeiro

- 0025 — Guang Wudi reivindica o trono como imperador chinês, restaurando a Dinastia Han após o colapso da curta Dinastia Xin.
- 0070 — Os incêndios resultantes da destruição do Segundo Templo de Jerusalém são extintos.
- 0135 — Exércitos romanos entram em Betar, matando milhares e acabando com a Revolta de Barcoquebas.
- 0642 — Batalha de Maserfield: Penda de Mércia derrota e mata Osvaldo da Nortúmbria.[1]
- 0939 — A Batalha de Alhandic é travada entre Ramiro II de Leão e Abderramão III em Zamora no contexto da Reconquista espanhola. A batalha resultou na vitória do Emirado de Córdova.
- 1068 — Guerras bizantino-normandas: os ítalo-normandos iniciam um cerco de Bari por quase três anos.
- 1100 — Henrique I é coroado Rei da Inglaterra na Abadia de Westminster.[2]
- 1278 — Reconquista espanhola: as forças do Reino de Castela iniciam o cerco de Algeciras contra o Emirado de Granada.
- 1305 — Primeira Guerra de Independência Escocesa: John Stewart de Menteith, o xerife pró-inglês de Dumbarton, consegue capturar William Wallace da Escócia, levando à subsequente execução de Wallace por enforcamento, evisceração, esquartejamento e decapitação por 18 dias mais tarde.[3]
- 1506 — O Grão-Ducado da Lituânia derrota o Canato da Crimeia na Batalha de Kletsk.[4]
- 1585 — É fundada, às margens do rio Sanhuá, a Cidade Real de Nossa Senhora das Neves, que veio a ser o município brasileiro de João Pessoa.
- 1716 — Guerra Austro-Turca (1716–1718): um quinto do exército turco e o grão-vizir são mortos na Batalha de Petrovaradin.
- 1735 — Liberdade de imprensa: o escritor do New York Weekly Journal, John Peter Zenger, é absolvido de difamação sediciosa contra o governador colonial de Nova York, com base no fato de que o que ele havia publicado era verdade.
- 1772 — Primeira Partição da Polônia: Os representantes da Áustria, Prússia e Rússia assinam três convenções bilaterais condenando a 'anarquia' da Comunidade Polaco-Lituana e atribuindo aos três poderes 'direitos antigos e legítimos' aos territórios da Comunidade. As convenções permitem que cada uma das três grandes potências anexe uma parte, o que elas farão ao longo dos dois meses seguintes.[5]
- 1796 — A Batalha de Castiglione nas primeiras campanhas italianas de Napoleão nas Guerras Revolucionárias Francesas.
- 1816 — O Almirantado britânico descarta a nova invenção de Francis Ronalds do primeiro telégrafo elétrico funcional como "totalmente desnecessária", preferindo continuar usando o semáforo.
- 1824 — Guerra da Independência Grega: Konstantinos Kanaris lidera uma frota grega à vitória contra as forças navais otomanas e egípcias na Batalha de Samos.[6]
- 1858 — Cyrus West Field e outros concluem o primeiro cabo telegráfico transatlântico após várias tentativas malsucedidas. Funcionará por menos de um mês.
- 1860 — Carlos XV da Suécia da Suécia-Noruega é coroado rei da Noruega em Trondheim.
- 1864 — Guerra Civil Americana: começa a Batalha da Baía de Mobile, perto de Mobile, Alabama, o almirante David Farragut lidera uma flotilha da União através das defesas confederadas e fecha um dos últimos grandes portos do sul.
- 1884 — A pedra angular da Estátua da Liberdade é colocada na Ilha de Bedloe (atual Ilha da Liberdade) no porto de Nova Iorque.
- 1882 — A Standard Oil Company de Nova Jersey, hoje conhecida como ExxonMobil, é estabelecida oficialmente.
- 1888 — Bertha Benz dirige de Mannheim até Pforzheim e retorna, na primeira viagem de automóvel de longa distância, comemorada como Bertha Benz Memorial Route desde 2008.
- 1906 — Revolução Constitucional Persa: Mozafar Adim Xá Cajar, imperador do Irã, concorda converter o governo em uma monarquia constitucional.
- 1914
  - Montenegro declara guerra ao Austria-Hungria; o Império Austro-Húngaro declara guerra ao Império Russo.
  - Primeira Guerra Mundial: os canhões do forte Point Nepean em Port Phillip Heads em Vitória (Austrália) disparam contra a proa do navio a vapor Norddeutscher Lloyd SS Pfalz, que estava tentando deixar o porto de Melbourne ignorando a declaração de guerra; este é considerado o primeiro tiro aliado da guerra.[7]
- 1914 — Em Cleveland, Estados Unidos, é instalado o primeiro semáforo elétrico.
- 1916 — Primeira Guerra Mundial: Batalha de Romani: as forças aliadas, sob o comando de Archibald Murray, derrotam um exército otomano sob o comando de Friedrich Kreß von Kressenstein, assegurando o Canal de Suez e dando início à retirada otomana da Península do Sinai.
- 1940 — Segunda Guerra Mundial: a União Soviética anexa formalmente a Letônia.
- 1944
  - Segunda Guerra Mundial: O 1° escalão da Força Expedicionária Brasileira é incorporado ao 5° Exército dos Estados Unidos.
  - Segunda Guerra Mundial: pelo menos 1 104 prisioneiros de guerra japoneses na Austrália tentam escapar de um campo em Cowra, Nova Gales do Sul; 545 tiveram sucesso temporário, mas depois foram mortos, cometeram suicídio ou foram recapturados.
  - Segunda Guerra Mundial: insurgentes poloneses libertam um campo de trabalho alemão (Gęsiówka) em Varsóvia, libertando 348 prisioneiros judeus.
  - Segunda Guerra Mundial: os nazistas iniciam um massacre de uma semana de 40 000 a 50 000 civis e prisioneiros de guerra em Wola, na Polônia.[8]
- 1949 — No Equador, um terremoto de 6,4 na escala Ms, destrói 50 cidades e mata mais de 6 000 pessoas.[9]
- 1954 — O político brasileiro Carlos Lacerda sofre o Atentado da rua Tonelero; seu guarda-costas, o major-aviador Rubens Florentino Vaz, também alvejado, morre pouco tempo depois.
- 1960 — Burkina Faso, então conhecida como Alto Volta, torna-se independente da França.
- 1962
  - Apartheid: Nelson Mandela é preso. Não seria libertado até 1990.
  - A atriz americana Marilyn Monroe é encontrada morta em sua casa por overdose de drogas.
- 1963 — Guerra Fria: os Estados Unidos, o Reino Unido e a União Soviética assinam o Tratado de Proibição Parcial de Testes Nucleares.
- 1964 — Guerra do Vietnã: Operação Pierce Arrow: aeronaves estadunidenses dos porta-aviões USS Ticonderoga e USS Constellation bombardeiam o Vietnã do Norte em retaliação por ataques contra destróieres estadunidenses no Golfo de Tonkin.
- 1965 — Começa a Guerra Indo-Paquistanesa quando soldados paquistaneses cruzam a Linha de Controle vestidos de moradores locais.
- 1966 — Um grupo de guardas vermelhos em Pequim, incluindo entre estes as filhas de Deng Xiaoping e Liu Shaoqi, espancaram a vice-diretora, Bian Zhongyun, até a morte com bastões de madeira depois de acusá-la de revisionismo contra-revolucionário, produzindo uma das primeiras fatalidades da Revolução Cultural na China.[10]
- 1971 — O primeiro Fórum das Ilhas do Pacífico (então conhecido como o "Fórum do Sul do Pacífico") é realizado em Wellington, Nova Zelândia, com o objetivo de melhorar a cooperação entre os países independentes do Oceano Pacífico.
- 1973 — Lançamento da sonda espacial soviética Marte 6.
- 1989 — Eleições gerais são realizadas na Nicarágua, com a Frente Sandinista de Libertação Nacional conquistando a maioria dos votos.
- 1995 — Guerra Civil Iugoslava: a cidade de Knin, na Croácia, uma importante fortaleza sérvia, é capturada pelas forças croatas durante a Operação Tempestade. A data é comemorada na Croácia como o Dia da Vitória.
- 2010 — Ocorre o acidente na mina San José, aprisionando 33 mineiros chilenos a aproximadamente 700 metros abaixo do solo por 69 dias.
- 2016 — Ocorre a Cerimônia de Abertura dos Jogos da XXXI Olimpíada, no Estádio do Maracanã, Rio de Janeiro, Brasil.
- 2022 — Israel inicia ataques aéreos na Faixa de Gaza, deixando dezenas de mortos.[11]

## Nascimentos

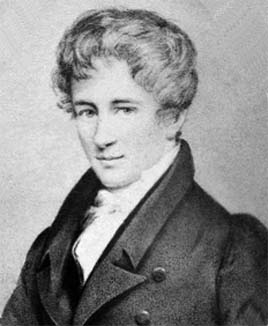
Niels Henrik Abel

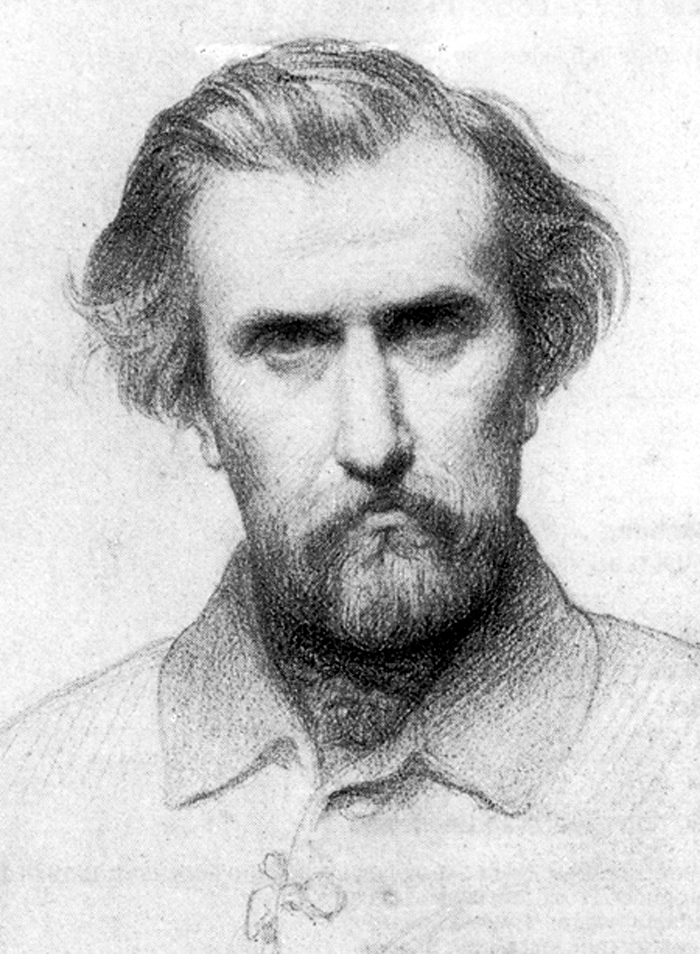
Ambroise Thomas

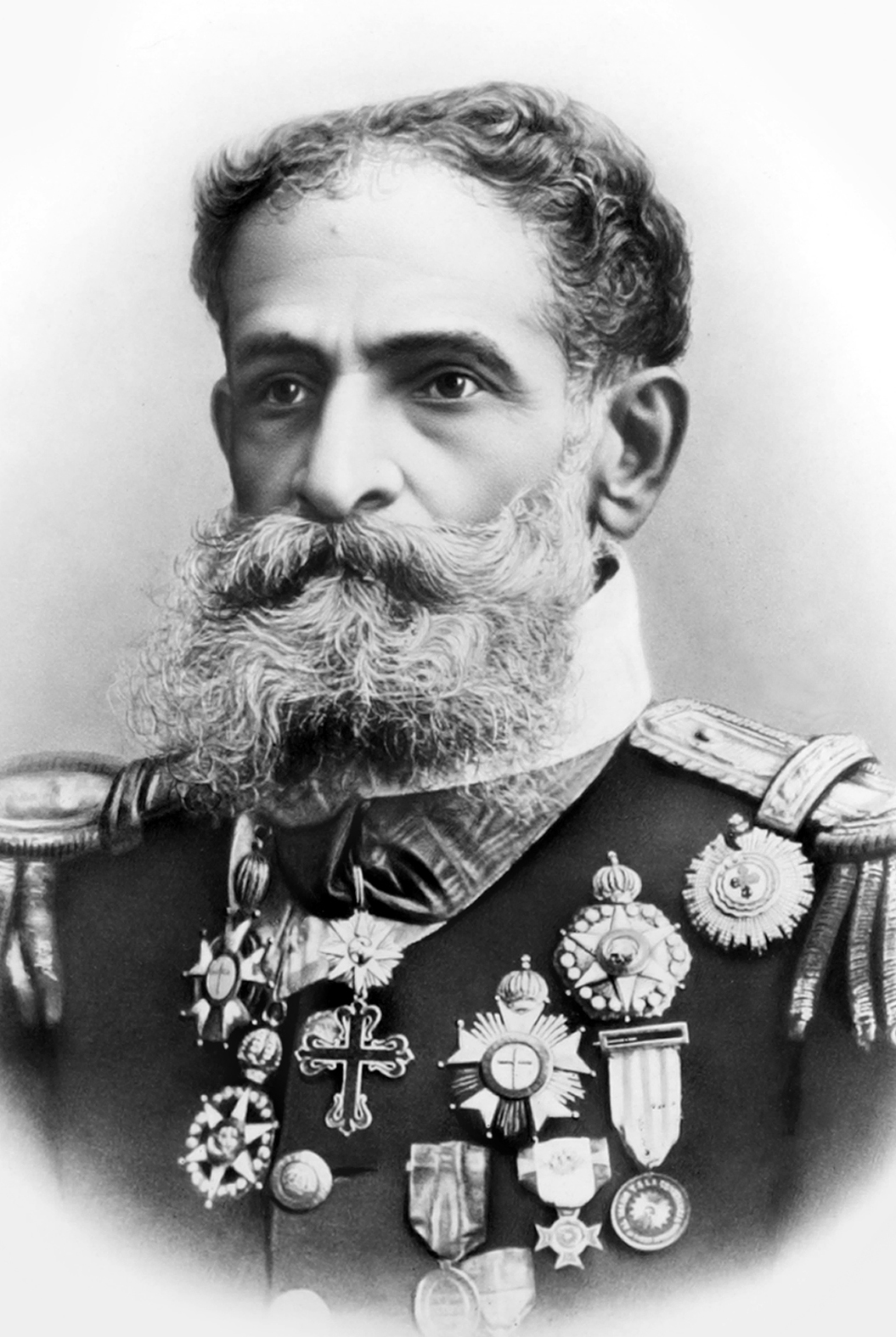
Deodoro da Fonseca

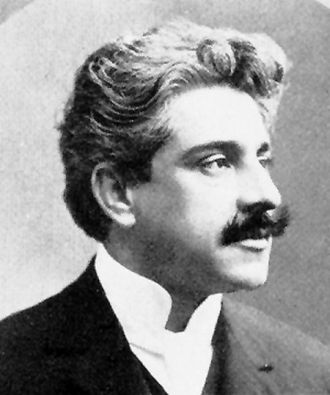
Osvaldo Cruz

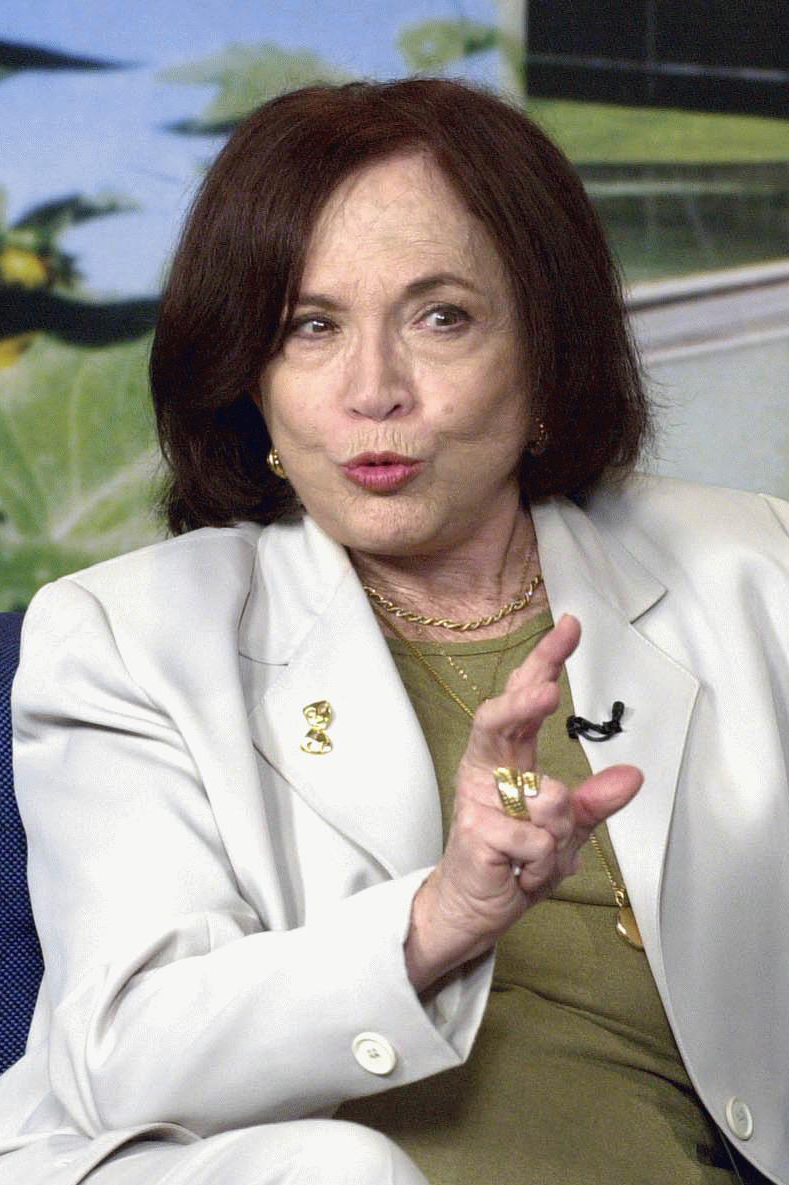
Nathalia Timberg

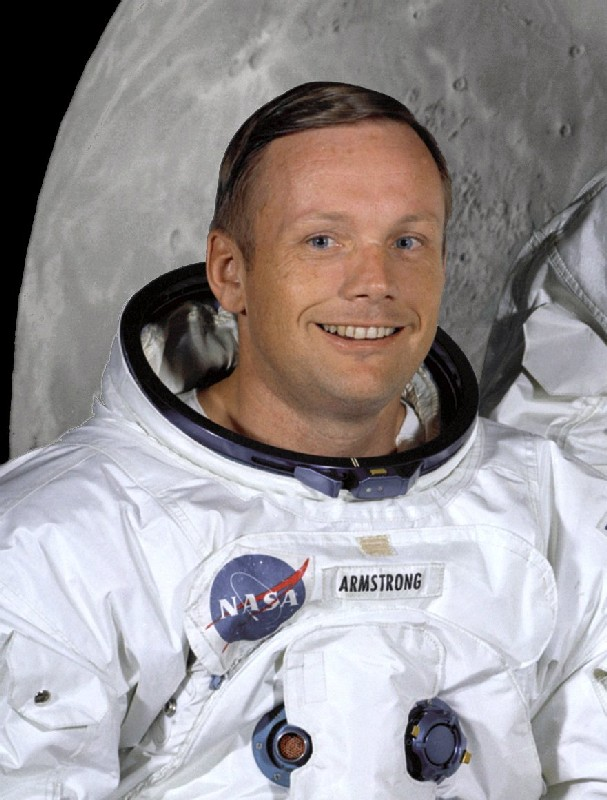
Neil Armstrong

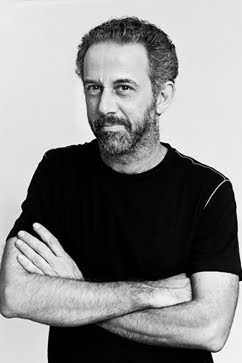
João Barone

### Anteriores ao século XIX
- 1262 — Ladislau IV da Hungria (m. 1290).
- 1301 — Edmundo de Woodstock, 1.º Conde de Kent (m. 1330).

- 1397 — Guillaume Dufay, compositor belga (m. 1474).

- 1461 — Alexandre Jagelão da Polônia (m. 1506).
- 1540 — Joseph Justus Scaliger, filólogo e historiador francês (m. 1609).
- 1581 — Edviges da Dinamarca, eleitora da Saxônia (m. 1641).
- 1607 — Antonio Barberini, arcebispo de Reims (m. 1671).

- 1623 — Antonio Cesti, compositor italiano (m. 1669).
- 1662 — James Anderson, antiquário e historiador britânico (m. 1728).
- 1694 — Leonardo Leo, compositor italiano (m. 1744).

### Século XIX
- 1802 — Niels Henrik Abel, matemático norueguês (m. 1829).
- 1811 — Ambroise Thomas, compositor francês (m. 1896).
- 1813 — Ivar Aasen, linguista norueguês (m. 1896).
- 1826 — Andreas Aagesen, jurista dinamarquês (m. 1879).
- 1827 — Deodoro da Fonseca, militar e político brasileiro, 1.° presidente do Brasil (m. 1892).
- 1828 — Luísa dos Países Baixos (m. 1871).
- 1833 — Carolina de Vasa, rainha da Saxônia (m. 1907).
- 1844 — Ilya Repin, pintor e escultor russo (m. 1930).
- 1850 — Guy de Maupassant, escritor francês (m. 1893).
- 1852 — Maria das Neves de Bragança (m. 1941).
- 1860 — Louis Wain, desenhista britânico (m. 1939).
- 1868 — Oskar Merikanto, compositor finlandês (m. 1924).
- 1872 — Oswaldo Cruz, médico infectologista brasileiro (m. 1917).
- 1877 — Tom Thomson, pintor canadense (m. 1917).
- 1885 — José Domingues dos Santos, político e jurista português (m. 1958).
- 1887 — Reginald Owen, ator britânico (m. 1972).
- 1890
  - Erich Kleiber, maestro austríaco (m. 1956).
  - Naum Gabo, escultor russo-americano (m. 1977).
- 1891 — Félix Balyu, futebolista belga (m. 1971).

### Século XX

#### 1901–1950
- 1901 — Claude Autant-Lara, diretor, roteirista e político francês (m. 2000).
- 1903 — Jan van Diepenbeek, futebolista neerlandês (m. 1981).
- 1905 — Artem Mikoyan, engenheiro aeronáutico armênio (m. 1970).
- 1906
  - Wassily Leontief, economista russo (m. 1999).
  - John Huston, ator e diretor cinematográfico estadunidense (m. 1987).
  - Ana de Orleães (m. 1986).
  - František Svoboda, futebolista tcheco (m. 1948).
  - Tio Bilia, compositor e gaiteiro brasileiro (m. 1991).
- 1908
  - Harold Holt, político australiano (m. 1967).
  - Cyro Martins, escritor e psicoanalista brasileiro (m. 1995).
- 1909 — João Pacífico, compositor brasileiro (m. 1998).
- 1910 — Herminio Masantonio, futebolista argentino (m. 1956).
- 1912
  - Abbé Pierre, clérigo francês (m. 2007).
  - Octávio Frias de Oliveira, jornalista, editor e empresário brasileiro (m. 2007).
- 1914 — José Cândido de Carvalho, escritor brasileiro (m. 1989).
- 1915
  - Helmut Wick, aviador alemão (m. 1940).
  - Paul Zumthor, historiador, linguista e crítico literário britânico (m. 1995).
- 1919 — Freddie Tomlins, patinador artístico britânico (m. 1943).
- 1921 — Jo Backaert, futebolista belga (m. 1997).
- 1922 — L. Tom Perry, religioso estadunidense (m. 2015).
- 1923 — Devan Nair, político singapurense  (m. 2005).
- 1926
  - Clifford Husbands, político barbadiano (m. 2017).
  - Per Wahlöö, escritor, jornalista e tradutor sueco (m. 1975).
- 1928 — Chung Won-shik, político e militar sul-coreano (m. 2020).
- 1929 — Nathalia Timberg, atriz brasileira.
- 1930
  - Richie Ginther, automobilista estadunidense (m. 1989).
  - Neil Armstrong, astronauta estadunidense (m. 2012).
  - Michal Kováč, político eslovaco (m. 2016).
- 1931 — Billy Bingham, futebolista e treinador de futebol britânico (m. 2022).
- 1932 — Barros de Alencar, cantor e apresentador brasileiro (m. 2017).
- 1934
  - Waldir Onofre, cineasta e ator brasileiro (m. 2015).
  - Ronnie Clayton, futebolista britânico (m. 2010).
  - Giovanni Anselmo, escultor italiano (m. 2023)
- 1935 — Michael Ballhaus, cinematógrafo e diretor de cinema alemão (m. 2017).
- 1936
  - Larry Pierce, patinador artístico estadunidense (m. 1961).
  - John Saxon, ator e artista marcial estadunidense (m. 2020).
- 1937
  - Orlandivo, cantor e compositor brasileiro (m. 2017).
  - Manuel Pinto da Costa, economista e político são-tomense.
  - Gordon Johncock, ex-automobilista estadunidense.
- 1939 — Irene dos Países Baixos.
- 1940 — Antônio Miranda, professor e escritor brasileiro.
- 1941
  - Leonid Kizim, astronauta ucraniano (m. 2010).
  - Airto Moreira, músico brasileiro.
  - Alexander Dewdney, matemático, filósofo e cientista da computação canadense (m. 2024).
  - Lenny Breau, músico e escritor norte-americano (m. 1984).
- 1942
  - Joe Boyd, produtor musical estadunidense.
  - Sergio Ramírez, escritor, advogado, jornalista e político nicaraguense.
- 1943
  - Leo Kinnunen, automobilista finlandês (m. 2017).
  - Ataulpho Alves Júnior, cantor brasileiro (m. 2017).
  - Marlene França, atriz brasileira (m. 2011).
  - René-Pierre Quentin, ex-futebolista suíço.
- 1944
  - Carlos Colla, compositor e produtor musical brasileiro (m. 2023).
  - Polycarp Pengo, cardeal tanzaniano.
- 1945 — Csaba Giczy, ex-canoísta húngaro.
- 1947
  - Angry Anderson, ator, cantor e compositor australiano.
  - Rick Derringer, guitarrista e cantor estadunidense (m. 2025).
- 1948
  - Tony DiCicco, futebolista e treinador de futebol estadunidense (m. 2017).
  - Ray Clemence, futebolista e treinador de futebol britânico (m. 2020).
  - Baldwin Lonsdale, político e religioso vanuatuense (m. 2017).
  - Juan Ramón Silva, ex-futebolista e treinador de futebol uruguaio.
- 1949
  - Helga Seidler, ex-velocista alemã.
  - Rolf Peter Sieferle, historiador alemão (m. 2016).
- 1950 — Rosie Jimenez, estudante estadunidense (m. 1977).

#### 1951–2000
- 1951 — Samantha Sang, cantora australiana.
- 1952
  - Hun Sen, político cambojano.
  - Louis Walsh, empresário e produtor musical irlandês.
- 1955 — Eddie Ojeda, guitarrista estadunidense.
- 1957
  - Cícero Lucena, político brasileiro.
  - Shigeru Ban, arquiteto japonês.
- 1959 — Pat Smear, guitarrista estadunidense.
- 1961
  - Tawny Kitaen, atriz e modelo estadunidense (m. 2021).
  - Janet McTeer, atriz britânica.
- 1962
  - Patrick Ewing, ex-jogador de basquetebol estadunidense.
  - João Barone, músico brasileiro.
- 1963
  - Antonio Jorge Neto, automobilista brasileiro.
  - Steve Lee, músico suíço (m. 2010).
  - Mark Strong, ator britânico.
  - Michel Weber, filósofo belga.
- 1965
  - Scott William Winters, ator estadunidense.
  - Dorin Mateuţ, ex-futebolista romeno.
- 1966
  - Jonathan Silverman, ator estadunidense.
  - Gilles Delion, ex-ciclista francês.
- 1967
  - Reid Hoffman, empresário e escritor estadunidense.
  - Jane Bogaert, cantora suíça.
- 1968
  - Colin McRae, automobilista britânico (m. 2007).
  - Marine Le Pen, política francesa.
  - Oleh Lujny, ex-futebolista e treinador de futebol ucraniano.
- 1969 — Lica Oliveira, atriz brasileira.
- 1970
  - Konstantin Yeryomenko, jogador de futsal russo (m. 2010).
  - Leonid Stadnik, veterinário ucraniano (m. 2014).
- 1971
  - Chris Pitsch, atriz brasileira (m. 1995).
  - Valdis Dombrovskis, político letão.
- 1974
  - Antoine Sibierski, ex-futebolista francês.
  - Julio César Enciso, ex-futebolista paraguaio.
  - Frankie Hejduk, ex-futebolista estadunidense.
  - Oleksandr Petriv, atirador esportivo ucraniano.
- 1976
  - Marlene Favela, atriz mexicana.
  - Marians Pahars, ex-futebolista e treinador de futebol letão.
  - Gábor Balogh, pentatleta húngaro.
  - Damir Skomina, ex-árbitro de futebol esloveno.
  - Jeff Simmons, automobilista estadunidense.
- 1977
  - Soraya Jiménez, halterofilista mexicana (m. 2013).
  - Henry Enamorado, ex-futebolista hondurenho.
  - Ighli Vannucchi, futebolista italiano.
- 1978 — Harel Levy, ex-tenista israelense.
- 1979
  - José Fidalgo, modelo e ator português.
  - Andriy Biletsky, político e militar ucraniano.
- 1980
  - Kaylani Lei, atriz estadunidense de filmes eróticos.
  - Wayne Bridge, ex-futebolista britânico.
  - Salvador Cabañas, ex-futebolista paraguaio.
  - Eduardo dos Santos, ex-futebolista e treinador de futebol brasileiro.
  - Jason Čulina, ex-futebolista australiano.
  - Sophie Winkleman, atriz britânica.
  - Toni Doblas, ex-futebolista espanhol.
- 1981
  - Jesse Williams, ator estadunidense.
  - Kou Shibasaki, atriz e cantora japonesa.
- 1982
  - Michele Pazienza, ex-futebolista italiano.
  - Bruno China, ex-futebolista português.
  - Erandir, ex-futebolista brasileiro.
  - LoLo Jones, atleta estadunidense.
  - Jean Kasusula, ex-futebolista congolês.
  - Ryu Seung-Min, mesa-tenista sul-coreano.
- 1983
  - Jeff Larentowicz, ex-futebolista estadunidense.
  - Hicham Mahdoufi, ex-futebolista marroquino.
- 1984 — Eurípedes Amoreirinha, ex-futebolista português.
- 1985
  - Laurent Ciman, ex-futebolista belga.
  - Salomon Kalou, ex-futebolista marfinense.
- 1986 — Azzedine Doukha, ex-futebolista argelino.
- 1987
  - Clifford Mulenga, futebolista zambiano.
  - William Kamkwamba, escritor, inventor e engenheiro malauiano.
- 1988
  - Michael Jamieson, ex-nadador britânico.
  - Federica Pellegrini, ex-nadadora italiana.
- 1989
  - Ryan Bertrand, ex-futebolista britânico.
  - Jessica Nigri, modelo estadunidense.
  - Grégory Sertic, ex-futebolista francês.
- 1991
  - Esteban Gutiérrez, ex-automobilista mexicano.
  - Guido Andreozzi, tenista argentino.
  - John Paul Reynolds, ator norte-americano.
- 1992
  - Mariana Lessa, atriz brasileira.
  - Lucas Hernández Perdomo, futebolista uruguaio.
  - Alex Fontana, automobilista suíço.
- 1993 — Sebastián Henao, ex-ciclista colombiano.
- 1994 — Shalom Luani, futebolista samoano-americano.
- 1995
  - Pierre Emile Højbjerg, futebolista dinamarquês.
  - Stefano Sensi, futebolista italiano.
- 1996
  - Daichi Kamada, futebolista japonês.
  - Theodoros Tselidis, judoca grego.
- 1997
  - Adam Irigoyen, ator, cantor e dançarino estadunidense.
  - Olivia Holt, atriz e cantora estadunidense.
  - Wang Yibo, cantor, ator, dançarino e motociclista chinês.
- 1998
  - Ruben Vargas, futebolista suíço.
  - João Almeida, ciclista português.
  - Lucas Arcanjo, futebolista brasileiro.
- 1999 — Sihyeon, cantora e apresentadora sul-coreana.

### Século XXI
- 2001
  - Josie Totah, atriz estadunidense.
  - Anthony Edwards, jogador de basquetebol estadunidense.
- 2003 — Lucas Gourna-Douath, futebolista francês
- 2004 — Gavi, futebolista espanhol.

## Mortes

### Anteriores ao século XIX
- 0642 — Osvaldo da Nortúmbria (n. 604).
- 0764 — Abel de Reims, santo irlandês (n. ?).
- 0824 — Heizei, imperador do Japão (n. 773).

- 0882 — Luís III da França (n. 863).
- 1179 — Sancha de Castela (n. 1137).
- 1180 — Miguel Salomão, prelado português (n. ?).
- 1364 — Kōgon, imperador do Japão (n. 1313).

- 1579 — Stanisław Hozjusz, príncipe-bispo de Vármia (n. 1504).
- 1633 — George Abbot, arcebispo da Cantuária (n. 1562).

### Século XIX
- 1888 — Philip Sheridan, general estadunidense (n. 1831).
- 1895 — Friedrich Engels, filósofo alemão (n. 1820).
- 1897 — Albert Marth, astrônomo alemão (n. 1828).

### Século XX
- 1929 — António Mendes Bello, cardeal português (n. 1842).
- 1955 — Carmen Miranda, atriz e cantora luso-brasileira (n. 1909).
- 1957 — Heinrich Otto Wieland, químico alemão (n. 1877).
- 1960 — Arthur Meighen, político canadense (n. 1874).
- 1984 — Richard Burton, ator britânico (n. 1925).
- 1988 — Ralph Meeker, ator estadunidense (n. 1920).
- 1990 — Ivan Blatný, poeta tcheco (n. 1919).
- 1991 — Soichiro Honda, engenheiro e industrial japonês (n. 1906).
- 1998 — Otto Kretschmer, oficial alemão (n. 1912).
- 2000 — Alec Guinness, ator britânico (n. 1914).

### Século XXI
- 2007 — Jean-Marie Lustiger, sacerdote católico francês (n. 1926).
- 2011 — Zyzz, personal trainer, celebridade instantânea e modelo russo (n. 1989).
- 2016 — Vander Lee, cantor e compositor brasileiro (n. 1966).
- 2017 — Zabé da Loca, pifeira brasileira (n. 1924).
- 2019 — Antônio Soares Calçada, dirigente esportivo brasileiro (n. 1923).
- 2020 — Gésio Amadeu, ator brasileiro (n. 1947).
- 2022
  - Jô Soares, humorista, apresentador de televisão, escritor e ator brasileiro (n. 1938).
  - Issey Miyake, designer de moda japonês (n. 1938).
- 2024 — Caçulinha, multi-instrumentista e compositor brasileiro (n. 1940).

## Feriados e eventos cíclicos

### Brasil
- Dia Nacional da Saúde
- Dia da Cultura Caipira
- Dia Nacional da Vigilância Sanitária
- Dia da Farmácia
- Aniversário do município de João Pessoa, Paraíba
- Aniversário do município de Lucas do Rio Verde, Mato Grosso
- Aniversário do município de Rio Verde, Goiás
- Aniversário do município de Cachoeira do Sul, Rio Grande do Sul
- Aniversário do município de Rolim de Moura, Rondônia
- Feriado em Ribeirão das Neves, Minas Gerais — Dia da padroeira Nossa Senhora das Neves
- Feriado no estado da Paraíba — Conquista da Paraíba e dia da padroeira Nossa Senhora das Neves

### Cristianismo
- Abel de Reims
- Cassiano de Autun
- Dedicação da Basílica de Santa Maria Maior
- Emídio de Ascoli
- Imaculada Pureza
- Nossa Senhora das Neves
- Osvaldo da Nortúmbria
- Tadeu de Edessa

## Outros calendários
- No calendário romano era o dia das nonas de agosto.
- No calendário litúrgico tem a letra dominical G para o dia da semana.
- No calendário gregoriano a epacta do dia é xx.